# Campionato mondiale per club FIVB 1991 (maschile)
Il Campionato del Mondo per club FIVB 1991 è stata la 3ª edizione del massimo torneo pallavolistico mondiale per club, organizzato come ogni edizione dalla FIVB. Gli incontri si sono disputati nella città brasiliana di San Paolo.
Il torneo è iniziato il 22 ottobre 1991 e si è concluso il 27 ottobre. Il titolo è stato vinto per la prima volta dalla squadra italiana del Porto Ravenna Volley.

## Squadre partecipanti
Alla competizione presero parte i campioni continentali provenienti dalle federazioni affiliate alla FIVB. Le squadre partecipanti furono i Campioni d'Europa, i Campioni del Sudamerica, i Campioni del Nord e Centro America i Campioni d'Asia e i Campioni d'Africa. Le restanti 3 squadre partecipanti furono i padroni di casa del San Paolo, i campioni in carica della Volley Gonzaga Milano e gli italiani de Porto Ravenna Volley.

## Classifica finale
| Pos | Squadra              | Nazione          | Confederazione |
| --- | -------------------- | ---------------- | -------------- |
| 1   | Porto Ravenna        | Italia           | CEV            |
| 2   | Banespa              | Brasile          | CSV            |
| 3   | Gonzaga Milano       | Italia           | CEV            |
| 4   | Frangosul            | Brasile          | CSV            |
| 5   | Taipei cinese        | Taipei cinese    | AVC            |
| 6   | CSKA Mosca           | Unione Sovietica | CEV            |
| 7   | Club Africain        | Tunisia          | CAVB           |
| 8   | Changos de Naranjito | Porto Rico       | NORCECA        |